# Gem'X
Gem'X è un videogioco rompicapo basato su schemi bidimensionali di gemme, pubblicato nel 1991 per Amiga, Atari ST, Commodore 64 e MS-DOS dalla tedesca Demonware.
La grafica è in stile giapponese, con intermezzi di immagini blandamente erotiche, a cartone animato, di ragazze nude. Lo sviluppatore Kaiko viene a volte scambiato per giapponese, ma è tedesco e all'epoca apparteneva ad AUDIOS, azienda di breve vita nota anche per Apidya, fondata da Chris Hülsbeck (autore della colonna sonora di Gem'X) e altri.

## Modalità di gioco
La schermata di gioco è divisa verticalmente in due parti, ciascuna formata da una griglia di caselle quadrate che possono contenere una gemma ciascuna. La disposizione iniziale delle caselle occupate da gemme è simile nelle due griglie, ma ci sono differenze, soprattutto nel tipo di gemme. La griglia di sinistra è modificabile dal giocatore tramite un cursore, mentre quella di destra è fissa e rappresenta l'obiettivo da raggiungere; per completare un livello bisogna fare in modo che le due griglie diventino identiche.
Ogni gemma può appartenere a uno di cinque tipi, differenti per forma e colore, che formano una gerarchia di cinque stadi. Quando si preme con il cursore su una gemma, questa cambia tipo, diminuendo di due stadi, mentre tutte le gemme adiacenti in orizzontale e verticale diminuiscono di uno stadio. Se una gemma diminuisce oltre il quinto stadio, sparisce del tutto, causando anche la caduta verso il basso delle gemme soprastanti.
In ogni livello c'è un numero limitato di mosse e una quantità limitata di tempo a disposizione. Se si esaurisce uno dei due si perde una vita e si ricomincia il livello da capo. Il giocatore ha sempre la possibilità di annullare l'ultima mossa fatta.
I livelli vanno affrontati in gruppi, chiamati miniere. Ogni miniera contiene 16 livelli, ma bisogna affrontarne solo alcuni, scelti casualmente dal computer. Il giocatore può decidere di saltare il livello in corso e farsene assegnare un altro, ma al costo di una vita. Completato il numero di livelli richiesto, si può scegliere la miniera successiva tra due possibilità, seguendo un diagramma ad albero. Si ottiene anche una password con la quale in futuro si potrà ricominciare il gioco direttamente dalla nuova miniera. Ci sono in tutto 26 miniere per un totale di circa 400 livelli.

## Seguito
Un seguito per Amiga e DOS, Gem'Z, anche noto come Super Gem'Z, giunse a uno stadio avanzato di sviluppo nel 1992, ma non venne mai pubblicato ufficialmente. È stato comunque diffuso come abandonware funzionante. La meccanica di gioco del seguito è più simile a un misto di Sokoban, Bomberman e altri, con modalità multigiocatore.